# Dexter: New Blood
Dexter: New Blood es una miniserie de televisión estadounidense de crimen, drama y misterio desarrollada para Showtime como una continuación de la serie Dexter, desarrollada por el showrunner de la serie original, Clyde Phillips, y dirigida por Marcos Siega. El programa cuenta con Michael C. Hall y Jennifer Carpenter retomando sus papeles como Dexter y Debra Morgan, respectivamente, junto con los nuevos miembros del reparto Jack Alcott, Julia Jones, Johnny Sequoyah, Alano Miller y Clancy Brown. La historia se desarrolla diez años después de los eventos del final de la serie original, «Remember the Monsters?», que se emitió en 2013. Se estrenó en Showtime, el 7 de noviembre de 2021.
La serie fue seguida por Dexter: Original Sin en 2024, una serie precuela con una historia marco que retoma la escena final de New Blood, y una serie secuela, Dexter: Resurrection, en 2025.

## Premisa
Después de fingir su muerte hace diez años en un huracán, Dexter Morgan se ha mudado a la pequeña ciudad ficticia de Iron Lake, Nueva York, ocultando su identidad bajo el nombre de Jim Lindsay, un empleado de una tienda local de artículos deportivos para la naturaleza. Tiene una relación romántica con la jefa de policía de la ciudad, Angela Bishop, y ha estado reprimiendo con éxito sus impulsos de asesino en serie como justiciero. La hermana fallecida de Dexter, Debra, es una presencia imaginaria con la que habla a menudo.
En el primer episodio, su hijo distanciado de su vida anterior, Harrison, llega sin previo aviso con motivos misteriosos. Una serie de incidentes en Iron Lake hacen que Dexter tema que el "Oscuro Pasajero" dentro de él, y potencialmente dentro de su hijo, se revele.

## Reparto y personajes

### Principal
- Michael C. Hall como Dexter Morgan / Jim Lindsay
- Jack Alcott como Harrison Morgan
- Julia Jones como la jefa de policía Angela Bishop
- Johnny Sequoyah como Audrey Bishop
- Alano Miller como Sargento Logan
- Jennifer Carpenter como Debra Morgan
- Clancy Brown como Kurt Caldwell

### Estrellas invitadas especiales
- David Zayas como Angel Batista
- John Lithgow como Arthur Mitchell / Asesino Trinity

### Recurrente
- David Magidoff como Teddy Reed
- Katy Sullivan como Esther
- Michael Cyril Creighton como Fred Jr.
- Gizel Jimenez como Tess
- Gregory Cruz como Abraham Brown
- Jamie Chung como Molly Park
- Shuler Hensley como Elric

## Episodios
| N.º | Título                                                     | Dirigido por       | Escrito por                                                                                        | Fecha de lanzamiento original |
| --- | ---------------------------------------------------------- | ------------------ | -------------------------------------------------------------------------------------------------- | ----------------------------- |
| 1 | «Cold Snap» «Ola de frío»                                  | Marcos Siega       | Guion de : Clyde Phillips Historia de : Clyde Phillips y Adam Rapp                                 | 7 de noviembre de 2021        |
| Diez años después de fingir su muerte, Dexter Morgan vive en un pueblo llamado Iron Lake bajo el nombre de Jim Lindsay. Dexter ve a su hermana Debra como alucinaciones y sigue una estricta rutina para no volver a matar, que ya lleva 10 años sin hacerlo. Dexter mantiene una relación con la sheriff del pueblo, Angela Bishop. En el trabajo, Dexter conoce a Matt Caldwell, quien comienza a despertar a su Oscuro Pasajero; revisa sus antecedentes penales y le vende un rifle. Harrison va a la casa de Dexter, pero Dexter dice no ser su padre. Cuando Dexter entrega personalmente el rifle a la casa de Matt, el amigo de Matt, Billy, revela que encubrió a Matt en un juicio para que lo absolvieran, ya que mató a 5 personas. Una mañana, Dexter se acerca a un reno y mientras lo acaricia, Matt mata al reno, casi dando a Dexter; Dexter lo deja inconsciente y su Oscuro Pasajero resurge. Dexter rápidamente prepara una habitación para matar a Matt, quien le ruega que no lo haga, pero Dexter lo mata y decide no quedarse con ningún trofeo. Dexter va a buscar a Harrison, le revela que es su padre y lo lleva a casa. |                                                            |                    | |                               |
| 2 | «Storm of Fuck» «Esto se complica»                         | Marcos Siega       | Warren Hsu Leonard                                                                                 | 14 de noviembre de 2021       |
| Dexter tiene una conversación con Harrison y descubre que Hannah McKay murió de cáncer de páncreas hace años y que Harrison fue colocado en un sistema de hogares de acogida, comenzando así su búsqueda de Dexter. A la mañana siguiente, la policía se establece en la casa de Dexter para buscar a Matt. Cuando Dexter encuentra el ciervo, envía a Harrison tras Angela para manipular la escena del crimen e incriminar a Matt como un fugitivo. Harrison conoce a la hija de Angela, Audrey, y pasa la tarde con ella y sus amigos, quienes sospechan de Harrison. Dexter y Angela tienen una conversación sobre los desafíos de criar a un hijo y acuerdan ayudarse mutuamente con los suyos. Justo cuando la búsqueda de Matt está a punto de ser cancelada, Kurt Caldwell convence a Angela de continuar. Dexter revela que dejó a Harrison para mantenerlo a salvo y promete ser un mejor padre. Una mujer perdida en Iron Lake se hospeda en un refugio, sin saber que un hombre la vigila; finalmente se da cuenta de que ha sido secuestrada y ve la frase "Ya estás muerta" en una cámara. |                                                            |                    | |                               |
| 3 | «Smoke Signals» «Señales de humo»                          | Sanford Bookstaver | David McMillan                                                                                     | 21 de noviembre de 2021       |
| Harrison empieza el instituto y se le hace un examen de aptitud; lo acusan de hacer trampa, y Dexter no lo apoya. Harrison acaba sacando una buena nota en el examen de repetición. Angela le dice a Dexter que enviarán perros a registrar la zona al día siguiente, cuando se descubre que Matt no estaba solo y que podría haber sido atacado. Dexter empieza a buscar la manera de deshacerse del cuerpo de Matt, pero no lo consigue. Harrison se encuentra con Ethan en el instituto, quien sufre acoso escolar por parte de los amigos de Audrey; Harrison lo anima a defenderse y lo ayuda. El sargento Logan interroga a Dexter sobre la desaparición de Matt, ya que estaba por la zona ese día, y no levanta sospechas. Dexter cena con Angela y los niños, y Audrey y Harrison sugieren donar el reno a los Seneca para un funeral. En el funeral, Dexter se disculpa con Harrison y encuentra la manera de deshacerse de Matt quemándolo. En el pueblo, Dexter lleva en coche a Kurt, borracho, quien afirma que Matt está vivo. El hombre que secuestró a la mujer la deja ir, pero luego le dispara y la mata mientras huye. |                                                            |                    | |                               |
| 4 | «H is for Hero» «Con H de héroe»                           | Sanford Bookstaver | Tony Saltzman                                                                                      | 28 de noviembre de 2021       |
| Una mañana, Dexter recibe una alerta sobre un incidente en la escuela y descubre que Harrison está involucrado; Harrison afirma que evitó un tiroteo, Ethan lo atacó y él también lo atacó. A la mañana siguiente, Dexter descubre que el incidente no sucedió como Harrison afirmó y decide investigar por su cuenta. Dexter va a la escena del crimen y se entera por las salpicaduras de sangre que Harrison atacó a Ethan y que Ethan no le hizo nada. Angela le dice a Molly Park, una podcaster de crímenes reales, que se convirtió en policía después de que su amiga Iris desapareciera y cree que otras mujeres desaparecidas han sufrido un destino horrible; Molly propone una alianza para descubrir la verdad y Angela acepta. En un discurso, Harrison afirma que Ethan también es una víctima. Dexter encuentra el arma homicida, una hoja de afeitar, la misma que Trinity usó para asesinar a su madre, Rita Bennet, mientras él estaba presente; Dexter descubre que tiene un Pasajero Oscuro. Kurt lleva a Chloe, una mujer perdida, a la cabaña donde el hombre asesinó a la mujer anterior. |                                                            |                    | |                               |
| 5 | «Runaway» «Fugitivos»                                      | Marcos Siega       | Veronica West                                                                                      | 5 de diciembre de 2021        |
| Harrison va a una fiesta con otros estudiantes donde consume drogas de fiesta, sufriendo una sobredosis después de que una de ellas estuviera mezclada con fentanilo. Dexter planea matar al traficante que suministró las drogas, pero Logan llega antes de que Dexter pueda sedarlo. Descubre la identidad de la persona que fabrica las pastillas, a quien planea matar, pero se ve obligado a improvisar sobre la mesa después de ser interrumpido por Logan; Dexter, en cambio, lo obliga a inhalar polvo de fentanilo puro, lo que le provoca una sobredosis. Kurt lleva a la niña sin hogar a su casa. Ella se niega a participar en el plan de Kurt; en cambio, corre hacia Kurt, quien luego se ve obligado a dispararle en el ojo, lo que lo frustra. Angela y Molly visitan la ciudad de Nueva York, donde se enteran de que Matt no se registró en el hotel y Kurt les mintió. Angela descubre la verdadera identidad de Dexter después de recordar su conversación con Angel Batista en una convención policial. |                                                            |                    | |                               |
| 6 | «Too Much Tuna Sandwiches» «Demasiados sandwiches de atén» | Marcos Siega       | Scott Reynolds & Warren Hsu Leonard                                                                | 12 de diciembre de 2021       |
| La relación de Angela con Dexter se tensa después de descubrir que se basó en una mentira. Dexter descubre que Kurt es un asesino en serie. Angela encuentra el cuerpo de su amigo perdido hace mucho tiempo en Clark Caves y llama a Dexter para que le ayude a analizar la escena del crimen. El oscuro pasajero de Harrison se revela nuevamente en una pelea de lucha libre en la escuela y Dexter no sabe cómo manejarlo. |                                                            |                    | |                               |
| 7 | «Skin of her Teeth» «De la piel del diablo»                | Sanford Bookstaver | Guion de : Veronica West & Kirsa Rein Historia de : Veronica West & Kirsa Rein & Alexandra Salerno | 19 de diciembre de 2021       |
| Dexter y Angela encuentran pruebas de ADN que parecen incriminar a Kurt y lo vinculan con el asesinato de Iris. Angela lo arresta, aunque las sospechas de Dexter de que no serán suficientes para condenarlo se confirman más tarde. El deterioro del ADN solo puede demostrar una coincidencia familiar, y Kurt afirma que el ADN pertenece a su padre. Uno de los clientes de Kurt le entrega a Harrison un sobre para que se lo entregue a Dexter, que contiene un tornillo de titanio. Dexter deduce más tarde que pertenecía a Matt, y que Kurt sabe que Dexter lo asesinó. Molly señala los agujeros en la historia de Dexter cuando Angela la interroga. Harrison revela que recuerda el asesinato de su madre y decide irse de la ciudad. Dexter intenta seguirlo, pero es atacado por el cliente de Kurt. |                                                            |                    | |                               |
| 8 | «Unfair Game» «Caza mayor»                                 | Sanford Bookstaver | Tony Saltzman & David McMillan                                                                     | 26 de diciembre de 2021       |
| Dexter escapa de su captor, pero resulta herido y es perseguido a través de la nieve. Más tarde, logra la ventaja y obliga al hombre a confesar los planes de Kurt antes de matarlo. Angela investiga y comienza a sospechar que Dexter asesinó al traficante de drogas después de relacionar marcas de agujas similares en los traficantes de drogas. Kurt atrae a Harrison a su cabaña donde tiene la intención de matarlo frente a Dexter tan pronto como este llegue. Sin embargo, huye después de que Dexter intenta atropellarlo. Dexter se sincera con Harrison sobre su oscuro pasajero compartido, y Harrison lo acepta. |                                                            |                    | |                               |
| 9 | «Family business» «El negocio familiar»                    | Marcos Siega       | Scott Reynolds                                                                                     | 2 de enero de 2022            |
| Angela tiene problemas para procesar la creciente evidencia que encuentra contra Dexter y se entera de que Molly ha desaparecido, mientras que el vínculo de Dexter con Harrison se profundiza cuando revela su código y, en última instancia, que asesina a quienes se aprovechan de los demás. Mientras padre e hijo cazan juntos y descubren el búnker de Kurt lleno de sus "trofeos" (incluida la reciente incorporación de Molly), Kurt prende fuego a la cabaña de Dexter con la esperanza de hacerlo salir y matarlo. Cuando se entera de que Dexter y Harrison han descubierto su búnker, se prepara para huir de la ciudad, pero es atrapado por el dúo. Harrison insiste en quedarse para ayudar y ver a su padre lidiar con Kurt y lo llama héroe por salvar miles de vidas, pero la sangre acumulada le recuerda la muerte de su madre. Ahora sin hogar, Dexter y Harrison son invitados por Audrey a quedarse con una dudosa Angela, quien recibe una carta póstuma de Kurt que contiene un tornillo de titanio y una nota que dice que Jim Lindsay asesinó a Matt. |                                                            |                    | |                               |
| 10 | «Sins of the Father» «Los pecados del padre»               | Marcos Siega       | Guion de : Clyde Phillips Historia de : Clyde Phillips & Alexandra Franklin & Marc Muszynski       | 9 de enero de 2022            |
| Angela arresta a Dexter por el asesinato de Matt Caldwell. Cuando él refuta todas las pruebas que ella presenta contra él, se pone en contacto con Batista, quien se sorprende al saber que Dexter Morgan sigue vivo. Acorralado, Dexter le cuenta a Angela sobre el búnker de Kurt y ella lo deja abruptamente al cuidado de Logan para que investigue. Dexter rompe su código una vez más y mata a Logan para escapar de su celda y reunirse con Harrison. Angela encuentra el búnker y pide ayuda, pero se desanima cuando Logan no responde. Preparándose para huir de la ciudad, Dexter discute con Harrison, quien se da cuenta de que mató a Logan, un hombre inocente. Llegan a la conclusión de que su código es defectuoso, que Harrison no es como él y que la única forma de que Harrison sea "normal" es que Dexter muera. Le ordena a Harrison que le dispare con el rifle para expiar sus fallas como padre y liberar a su hijo. El monólogo interior de Dexter revela que siente amor por primera vez, antes de que le disparen fatalmente. Angela llega al lugar después de la tragedia, le da dinero a Harrison y le dice que se vaya de la ciudad y nunca regrese, mientras se prepara para asumir la responsabilidad por la muerte de Dexter. Harrison lee la última carta de Dexter a Hannah antes de salir de la ciudad. |                                                            |                    | |                               |

## Producción

### Desarrollo
El final de la serie Dexter, en el que Dexter huye de Miami y termina como leñador en Oregón, fue polarizador para los fanáticos del programa, según el actor principal Michael C. Hall. Dijo: "Creo que el final fue 'desconcertante' en el mejor de los casos para la gente. 'Confuso', 'exasperante', 'frustrante', y así sucesivamente con adjetivos negativos". Los fanes le habían preguntado a Hall en los ocho años desde que se emitió el final si habría una continuación del programa. El showrunner original Clyde Phillips, que había dejado la serie después de la cuarta temporada, vio esas preguntas que se le hacían a Hall y con el tiempo discutieron posibles formas de continuar Dexter como una especie de redención, pero no pudieron encontrar una ruta apropiada. Phillips fue contactado por el presidente de Showtime, Gary Levine, el 1 de julio de 2019. Levine le dijo a Phillips que sentía que era el momento adecuado para traer de vuelta "Dexter" y le preguntó si Phillips podía pensar en algo. Phillips escribió un guion preliminar que luego compartió con Hall, a quien le encantó la idea.
Phillips reconoció que el final había sido adecuado para el momento en que se emitió, ya que alrededor de 2013, se sabía que varios asesinos en serie de la vida real vivían en Oregón y estados cercanos. Phillips también consideró que al rodearse de motosierras, Dexter estaba bajo un recordatorio constante de cómo había muerto su madre. Como Phillips no estaba seguro de la intención que se pretendía transmitir con el final, decidió incorporar un gran salto temporal, casi una década después del final de los eventos de la serie original. Desde entonces, Dexter se mudó a la ciudad ficticia de Iron Lake, Nueva York y vive bajo un seudónimo, trabajando en una tienda de equipamiento que vende armas para cazar y se ha congraciado cómodamente con la comunidad local. Por eso, Phillips no consideró la miniserie como una novena temporada, ya que había una discontinuidad importante en la serialización de la historia. Mientras el equipo de guionistas escribía la miniserie de diez episodios, establecieron cómo terminaría la serie y escribieron al revés a partir de eso. Phillips afirmó que "el final de esta será sorprendente, impactante, sorprendente, inesperado. Y sin gafar nada, diré que el final de esta nueva temporada que estamos haciendo hará estallar Internet".
El 14 de octubre de 2020, se ordenó el resurgimiento de Dexter como una serie limitada que consta de 10 episodios, protagonizada por Hall en su papel original, con Phillips regresando como showrunner. El 17 de noviembre de 2020, se anunció que Marcos Siega dirigiría seis de los diez episodios de la serie limitada, además de actuar como productor ejecutivo junto a Hall, John Goldwyn, Sara Colleton, Bill Carraro y Scott Reynolds. Se estrenó el 7 de noviembre de 2021 en Showtime. Si bien se había considerado una segunda temporada, Showtime dejó de avanzar con ella a fines de enero de 2023 y, en cambio, optó por una serie precuela sobre un Dexter más joven.

## Futuro
En febrero de 2023, se anunció que Dexter: New Blood continuará con una historia centrada en el hijo de Dexter, Harrison Morgan. En la nueva temporada, una continuación de la serie, el personaje lucha con su propia naturaleza violenta y si seguirá los pasos de su padre.
También se está desarrollando una serie precuela titulada Dexter: Pecado original con un pedido directo a la serie. Representando los primeros años de la vida de Dexter, el programa seguirá sus años después de la graduación universitaria y su primera presentación a varios personajes de la serie original. Los miembros de su familia aparecerán como personajes principales.
También se están desarrollando series derivadas adicionales, que representan los orígenes de varios otros personajes del programa original, incluido el asesino Trinity. La nueva franquicia está siendo supervisada por Clyde Phillips, creador de Dexter. Los múltiples programas de televisión se desarrollarán a través de la fusión de Showtime con Paramount+. Se anunció una serie secuela titulada Dexter: Resurrection con Michael C. Hall repitiendo su papel de Dexter en la San Diego Comic-Con el 26 de julio de 2024.